# フィールドゴール (バスケットボール)

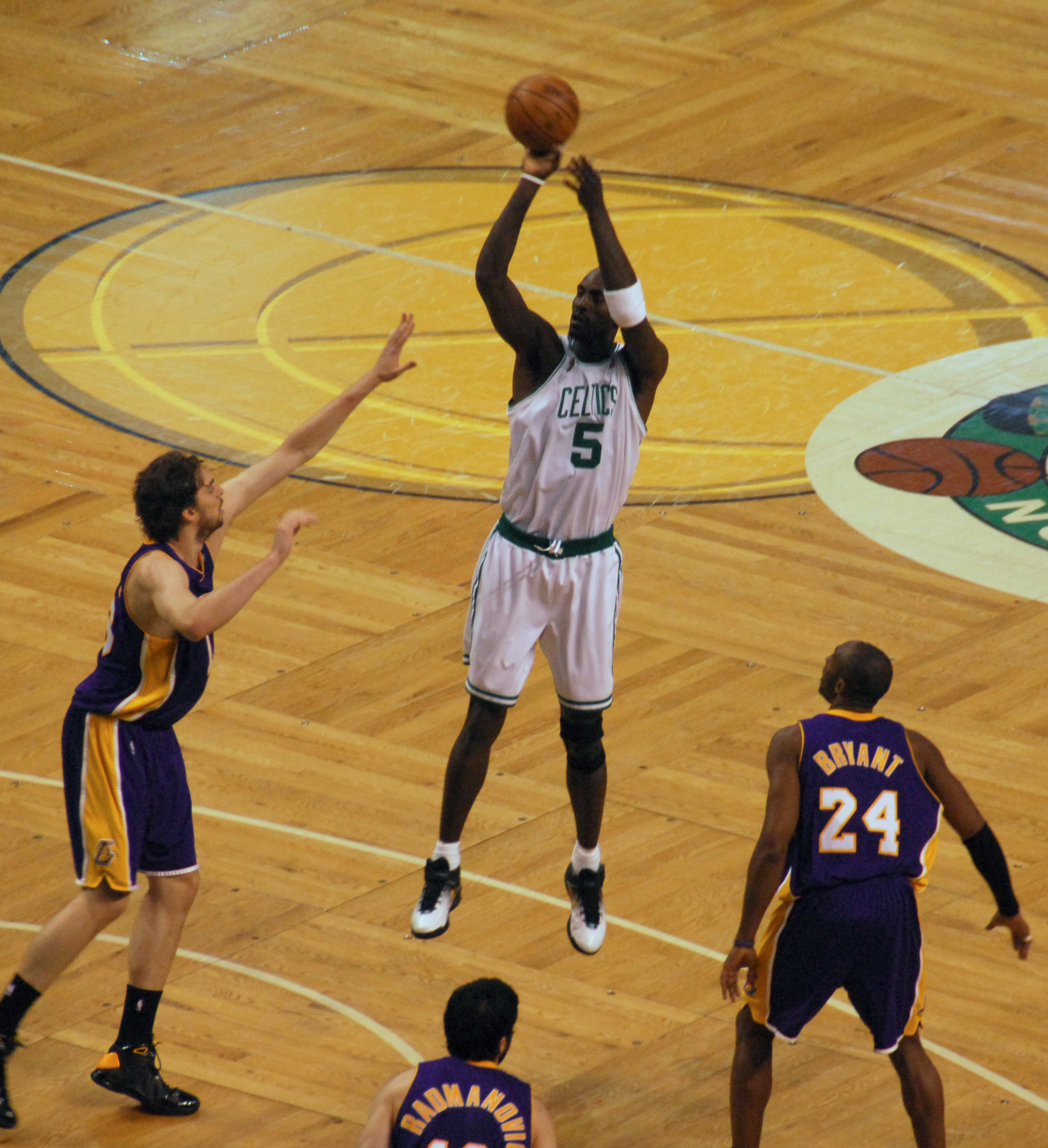
フィールドゴールを放つケビン・ガーネット

バスケットボールにおけるフィールド・ゴール(Field Goal：野投)とは、ボールライブの時（試合の規定時間進行中）に放たれるショットのこと。野投とも呼ばれる。対義語はフリースローとなる。フィールドゴールには、ショットしたプレイヤーの位置により得点2点が与えられるものと、3点が与えられるものがある。
ディフェンス側の選手が誤ってバスケットにボールを入れた場合にはオフェンス側の得点（ゲームキャプテンの得点）としてカウントされる。NBAの場合、最も近くにいたオフェンス側の選手の得点として記録される。

## フィールドゴールの分類
右図の「スリーポイントライン」よりゴールに近い位置のショットは、ゴールすれば2点の得点となる（ツーポイントショット）。スリーポイントラインより外側（スリーポイントエリア）のショットはスリーポイントショットとなり、ゴールすれば3得点が認められる。スリーポイントショットはスリーポインターとも言う。

## フィールドゴールに関わるルール
国際バスケットボール連盟 (FIBA) ルールとNBAルールでは、異なる場合がある。
ディフェンス側のヴァイオレイション
- ゴールテンディング

シューターに対するファウル
- シューティング・ファウル

プレーヤーが、シューティングモーション中、あるいはシューティング直後にパーソナルファウルを受けた場合、フリースローが与えられる。
- シューティングファウルがコールされ、ショットが失敗したとき。

ツーポイントショットのときはフリースロー 2投。
スリーポイントショットのときはフリースロー 3投
スロワー：ファウルを受けたプレーヤー
- シューティングファウルがコールされ、なおかつショットがゴール（バスケットカウント）したとき

ツーポイント、スリーポイント共にフリースロー 1投
スロワー：ファウルを受けたプレーヤー
シューターのパーソナルファウル
- シューター・チャージング

シューターのヴァイオレイション
- ラインクロス、シューター・アウト・オブ・バウンズ

アウト・オブ・バウンズで踏み切りシューティングモーションに入った場合。
- ショットクロックバイオレーション

シューティングモーションに入っていたが、ボールが離れる前にショットクロックが０となった場合。
シューター以外のヴァイオレイション
- バスケットボールインターフェア

フィールドゴールがリング上にある時にボールに触れた場合。

## フィールドゴール時のクロック管理
ゲーム・クロック
- ボールがデッドになるまで動き続け、フィールドゴールが失敗して、そのままアウトオブバウンズになった時に止まる。
- ボールがリングに触れた時点でボールはルーズボールとなり、両チーム間でリバウンド争いとなり継続される。
- ショットがミスショットとなっても動き続け、ショットクロックヴァイオレイションが起こった時、ボールデッドとなり止まる。
- ショットがエアーボールとなっても動き続け、ショットクロックヴァイオレイションが起こった時、ボールデッドとなり止まる。
- フィールドゴールが成功した場合、特別な時間帯を除いて、動き続ける。

ショット・クロック
- シューティングモーションに入ってボールが離れても動き続け、リングに触れた時点でボールはルーズボールとなり、両チーム間でリバウンド争いとなる。ボーポゼッションが確定した時点で、24秒にリセットされ、プレーが継続される。
- シューティングモーションに入ってボールが離れても動き続け、リングに触れる前に、”0”になった場合、ショットクロックヴァイオレイションとなり、ボールデッドで、攻撃権が相手側に移り、24秒にリセットされる。
- ショットがエアーボールとなっても動き続け、”0”になった場合、ショットクロックヴァイオレイションとなり、ボールデッドで、攻撃権が相手側に移り、24秒にリセットされる。

## フィールドゴール後の再開方法
フィールドゴールが失敗した場合
ルーズボールに対するリバウンド争いとなる。
成功した場合
- 2ポイント・フィールドゴール

2点が加算され、攻撃権が相手チームに移り、エンドライン外からのスローインとなる。
- 3ポイント・フィールドゴール

3点が加算され、攻撃権が相手チームに移り、エンドライン外からのスローインとなる。

## フィールドゴールの成功率
フィールドゴールの成功率はポジションやプレースタイルで大きく変わる。センターなどゴールに近い位置でプレーするポジションやスラッシャーというインサイドへ切れ込んでショットを狙う選手は距離の短い簡単なショットが多いので、ショット成功率が高い傾向にある。一方、アウトサイドから得点を狙うシューターは距離の長い難しいショットが多いので、成功率が自然と低くなってしまう。このため、ショット成功率はショットの正確さとはあまり関係が無い。

## 脚註
1. ↑  “Official Basketball Rules”.  FIBA.com (2010年4月30日). 2012年3月29日閲覧。
2. ↑  “Official Rules of the National Basketball Association”.  NBA.com (2008年9月8日). 2012年3月29日閲覧。